# Våt dröm
En våt dröm är en dröm av sexuellt upphetsande natur. Namnet kommer av att män som har drömmar med sexuella inslag kan få pollution och att kvinnor får fuktigare slemhinnor, lubrikation, som vid annan sexuell upphetsning. 
"En våt dröm" har kommit att användas för att beskriva även helt andra typer av drömmar. En våt dröm betyder då oftast helt enkelt en önskedröm – om vad som helst.